# Nowohrodiwka
Nowohrodiwka (ukr. Новогродівка) – miasto na Ukrainie w obwodzie donieckim.
Prawa miejskie posiada od 1958 roku.

## Demografia
- 2017 – 14 931[2]
- 2021 – 14 300[3]